# Яровой (Новосибирская область)
Яровой — упразднённый посёлок в Краснозёрском районе Новосибирской области. Располагался на территории современного Казанакского сельсовета. Упразднён в 1972 г.

## География
Располагался в 5 км к юго-востоку от посёлка Ленинградский.

## История
Основан в 1911 году.
В 1928 г. посёлок Яровое — административный центр Ярового сельсовета Карасукского района Славгородского округа Сибирского края.
Упразднён Решение Новосибирского облсовета народных депутатов № 119 от 23 февраля 1972 года.

## Население
В 1926 г. в посёлке проживало 421 человек (191 мужчина и 230 женщин), основное население — русские.

## Инфраструктура
Личное подсобное хозяйство с зоной сельскохозяйственного использования, индивидуальная застройка усадебного типа. В 1928 г. посёлок Яровое состоял из 94 хозяйств.